# Боровиков, Никита Сергеевич
Никита Сергеевич Боровиков (22 ноября 1980, Суздаль, Владимирская область) — российский общественный деятель; федеральный комиссар и лидер молодёжного движения Наши (2008—2010 годах).

## Биография
В 2003 году окончил дневное отделение юридического факультета уголовного права Владимирского государственного педагогического университета.
В 2001—2010 годах работа в молодёжных движениях «Идущие вместе» и «Наши».
В 2008—2010 годах федеральный комиссар и председатель молодёжного движения «Наши».
В 2012—2018 годах входил в состав соучредителей строительной компании ООО «Мосино», в г. Владимир, которая проводила коттеджную застройку территории бывшего дачного товарищества в селе Мосино в Суздальском районе Владимирской области. В 2018 компания была ликвидирована.
В настоящее время руководитель проекта по межотраслевым коммуникациям АО «Российский экспортный центр».

## Политическая деятельность
В 2001 году вступил и активно участвовал во Владимирском отделении молодёжной организации «Идущие вместе».
В 2005 году вступил в молодёжное движение «Наши».
После назначения основателя и лидера движения Наши Василия Якеменко главой ФАДМ Росмолодёжь, 27 июля 2007 года, в лагере Наших Селигер среди комиссаров, состоялись выборы лидера молодёжного движения Наши, на которых Никита Боровиков входил в члены избирательной комиссии и был избран новым лидером движения, опередив основного кандидата Марину Задемидькову из Воронежа, которая была креатурой Василия Якеменко.
25 декабря 2007 года на съезде движения Наши Василия Якеменко, официально сложил свои полномочия лидера движения и представил нового лидера Никиту Боровикова. Один из главных идеологов движения Сергей Белоконев сообщил что к следующим парламентским выборам движением может быть реорганизовано в политическую партию.
В конце 2008 года на конференции региональных лидеров движения, под председательством Никиты Боровикова было принято решение вместо существующих 50-ти отделений, сохранить только пять из первого пояса (Владимировское, Ивановское, Тульское, Воронежское и Ярославское), а так же разделить движение на автономные проекты: Мишки, ДМД, «Сталь», «Малые города», «Ты предприниматель» и т. д, что впоследствии привело к ликвидации ряда отделений третьего пояса движения, ряд федеральных проектов: «Наша армия», «Наши строители», «Новое образование», «Кадры для модернизации страны», «Наш Туризм», «Наши выборы», некогда единого движения, прекратили своё существование.
В 2008 году Никита Боровиков организовал российско-сербскую молодёжную организацию «Мост» для проведения массовых акций Наших в Сербии.
10 марта 2009 года на Пушкинской площади прошёл митинг движения Наши, на котором Никита Боровиков выступил с инициативой создания «Российского молодёжного профсоюза», который должен был оказывать юридическую помощь тем, кого уволили с нарушением и горящие вакансии. Инициатива ограничилась продажей по низким ценам овощей с фруктами и тушёнкой в подарок у некоторых ВУЗов.
20 декабря 2009 года Никита Боровиков на взрыв мемориала «Славы Победы» в грузинском городе Кутаиси, на пикете у грузинского посольства, потребовал от грузинских властей компенсаций семьям погибших и возвращение мемориала на место.
15 апреля 2010 года на пятом юбилейном съезде движения не был переизбран в федеральный совет, став одним из идеологов движения, уступив новому лидеру Марине Задемидьковой, которая из-за разногласий позже покинула движение и пост лидера перешёл Марии Кислициной.
За всё время руководства движением Наши, дэ-юре на посту официального председателя (с 2008 по 2010 год), дэ-факто руководил движением руководитель ФАДМ Росмолодёжь Василий Якеменко и руководитель центрального аппарата движения, основатель проекта движения «Сталь» Артур Омаров. Сам Никита Боровиков выступал только на публичных мероприятиях и акциях, всё остальное время занимался своим частным бизнесом.
18 мая 2012 года состоялся закрытый съезд комиссаров движения Наши, на котором было принято решение учредить политическую партию Умная Россия. 23 мая в Москве, в кинотеатре «Перекоп», состоялся учредительный съезд новой партии, на котором Никита Боровиков был избран её председателем, заместителем был избран муниципальный депутат Москвы Иван Петрин.
20 июня 2012 года партия была официально зарегистрирована Минюстом. Сам Боровиков, со дня образования возглавляемой им партии ни разу на выборах не выдвигал свою кандидатуру.
В декабре 2016 года Верховный Суд по заявлению Министерства юстиции России официально ликвидировал партию, которая накопило много долгов и не предоставляла отчёты. Фактически партия прекратила свою деятельность после неудачных выборов в 2013 году.